# Raouf Moussad-Basta
Raouf Moussad-Basta o Raouf Moussad (àrab: رؤوف مسعد, Raʾūf Musʿad) (Port Sudan, Sudan, 1937) és un escriptor, dramaturg i periodista sudanès.
Va passar la seva infantesa entre Port Sudan i una altra ciutat sudanesa, Wad Mádani. D'origen egipci copte, però fill d'un pastor protestant, la seva família va tornar a Egipte quan ell era un adolescent i va renunciar a la seva fe. Al Caire va estudiar periodisme i es va afiliar a un partit comunista clandestí, que en època de Gamal Abdel Nasser li va causar quatre anys de presó. El 1964 va ser alliberat i va començar a treballar com a periodista i a escriure: teatre, històries, reportatges. Al llarg de la seva vida Basta ha residit a diversos països: a Polònia a la ciutat de Varsòvia, on va estudiar direcció teatral; Iraq on exercí de director de cine i teatre, de la qual se'n va anar poc després que Saddam Hussein pugés al poder; a Beirut al Líban on va reprendre el periodisme. El 2004 es va instal·lar a Amsterdam, i després de casar-se amb una neerlandesa, va prendre la nacionalitat neerlandesa.